# Смъртоносен улов
„Смъртоносен улов“ (на английски: Deadliest Catch) е американски документален сериал, разказващ за лова на кралски краб в Берингово море. По време на сериите се показват 25 кораба и животът на техните екипажи по време на сезона.
Базата за лова на крабове винаги е пристанището Дъч Харбър (намиращо се в град Уналяска). Името на предаването идва от големия риск за живота на екипажите по време на лова.
Премиерата на „Смъртоносен улов“ е на 12 април 2005 г. по Discovery Channel. В днешно време предаването се излъчва в над 150 държави, сред които и България. Първият сезон се състои от 10 епизода и свършва на 14 юни 2005 г. Вторият започва година по-късно – на 28 март 2006, а третият – на 3 април 2007. Премиерата на четвърти сезон е на 15 април 2008 г. Пети сезон започва на 14 април 2009. През 2010 ще бъде премиерата на шести сезон.

## Кораби
| Кораб             | Капитан                           | Сезон (и)                                 |
| ----------------- | --------------------------------- | ----------------------------------------- |
| Aleutian Ballad   | Джери „Корки“ Тили                | 2, 3                                      |
| Arctic Dawn       | Оле Хелгеволд                     | Пилотен                                   |
| Big Valley        | Гари Едуърдс                      | 1                                         |
| Billikin          | Джеф Уийкс                        | 1                                         |
| Cornelia Marie    | Фил Харис                         | 1, 2, 3, 4, 5; След лова 1, 2, 3          |
| Cornelia Marie    | Мъри Гемрът                       | 4, 5; След лова 3                         |
| Early Dawn        | Алън Оукли                        | 3                                         |
| Early Dawn        | Рик Фъст                          | 4                                         |
| Erla-N            | Бънг Хенкел                       | Пилотен                                   |
| Farwest Leader    | Грег Монкрайф                     | 3                                         |
| Fierce Allegiance | Тони Ларуса                       | 1                                         |
| Incentive         | Harry Lewis                       | 5; След лова 3                            |
| Lady Alaska       | Пийт Лиске                        | 1                                         |
| Lisa Marie        | Уейд Хенли                        | 5                                         |
| Lucky Lady        | Винс Шоуъндър                     | 1                                         |
| Maverick          | Рик Куешхинг                      | 1, 2; След лова 1                         |
| Maverick          | Blake Painter                     | 3                                         |
| North American    | Стен Скар                         | 4                                         |
| Northwestern      | Сиг Хансен                        | Пилотен, 1, 2, 3, 4, 5; След лова 1, 2, 3 |
| Retriever         | Джим Стоун                        | 1                                         |
| Rollo             | Ерик Найхеймър                    | 2                                         |
| Saga              | Роджър Стронг                     | Пилотен, 1                                |
| Sea Star          | Лари Хендрикс                     | Пилотен, 1, 3, 4, 5; След лова 1, 2, 3    |
| Time Bandit       | Джонатан Хилстренд Анди Хилстренд | 2, 3, 4, 5; След лова 1, 2, 3             |
| Trailblazer       | Уейн Бейър                        | 3, 5                                      |
| Vixen             | Шон Майлс                         | 1                                         |
| Western Viking    | Коулман Андерсън                  | 1                                         |
| Wizard            | Кейт Колбърн                      | 3, 4, 5; След лова 1, 2, 3                |
| Wizard            | Монти Колбърн                     | 3                                         |

## „Смъртоносен улов“ в България
Още от 2005 „Смъртоносен улов“ се излъчва в България по Discovery Channel. През септември 2009 част от 5 сезон се излъчва всеки вторник от 21 ч. като част от програмата „Everyday Heroes“.

### Уебсайтове на корабите
- F/V Aleutain Ballad Архив на оригинала от 2009-09-29 в Wayback Machine.
- F/V Cornelia Marie Архив на оригинала от 2011-08-17 в Wayback Machine.
- F/V Farwest Leader Архив на оригинала от 2009-05-15 в Wayback Machine.
- F/V North American Архив на оригинала от 2009-08-13 в Wayback Machine.
- F/V Northwestern Архив на оригинала от 2009-08-31 в Wayback Machine.
- F/V Saga
- F/V Sea Star Архив на оригинала от 2009-06-20 в Wayback Machine.
- F/V Time Bandit
- F/V Wizard